# Гончаров, Николай Демьянович
Николай Демьянович Гончаров (1929—2004) — учёный, селекционер картофеля, лауреат Государственной премии СССР (1974).
Родился 25 мая 1929 года в с. Череповка Хмельницкого района Хмельницкой области, отец — служащий, мать — колхозница. В 1935 году семья переехала в с. Гремячка Ямпольского района Сумской области.
Окончил с отличием Воздвиженский сельскохозяйственный техникум (1949) и, после года работы агрономом отделения в Липодолинской МТС Сумской области, — Московскую сельскохозяйственную академию им. Тимирязева (1955, тоже с отличием). Получил направление на целину, в 1955—1957 годах — главный агроном Забеловской МТС Кустанайской области.
С 1957 года — в Белорусском НИИ картофелеводства и плодоовощеводства: младший научный сотрудник отдела селекции картофеля (1957—1962), аспирант (1962—1966), старший научный сотрудник того же отдела (1966—1969), заместитель заведующего отделом (1969—1972), заведующий отделом (1972—1973), заместитель директора (1973—1976), директор (1976—1981). В 1966 году защитил кандидатскую диссертацию на тему «Селекция скороспелых сортов картофеля». В 1981 году защитил докторскую диссертацию:
- Селекция высококачественных и продуктивных сортов картофеля интенсивного типа : диссертация … доктора сельскохозяйственных наук : 06.01.05. — Самохваловичи, Минская область, 1980. — 191 с. : ил.

Под его руководством выведены сорта картофеля Белорусский ранний, Зорька, Добро, Пригожий-2, Вересневский, Липенский, с его участием — Темп, Разваристая, Лошицкий, Садко, Белорусский крахмалистый.
Лауреат Государственной премии СССР (1974).
В 1982—2000 годах — заведующий кафедрой селекции и семеноводства Сумского филиала Харьковского сельскохозяйственного института, с 1986 — Сумского сельскохозяйственного института, с 1997 года — Сумского государственного аграрного университета.
С 1986 года по совместительству — заместитель по научной работе председателя совета Сумской областной научно-производственной системы по семеноводству картофеля «Меристема». С 1999 года по совместительству — директор научно-исследовательского института по проблемам картофелеводства северо-восточных регионов Украины.
Заслуженный деятель науки и техники Украины (1999). Награждён двумя орденами Трудового Красного Знамени (1957, 1973), 4 медалями (1957, 1970, 1986, 1995), Почётной грамотой Верховного Совета Белорусской ССР (1979) и медалями ВДНХ (1956, 1967, 1971, 1982).
Умер в Сумах 26 мая 2004 года.

### Сочинения
- Семеноводство картофеля в научно-производственном объединении [Текст] / [Н. Д. Гончаров, С. Н. Попов, О. П. Пузанков и др.]. — Минск: Ураджай, 1981. — 64 с.; 21 см.
- Производство картофеля в странах мира / В. В. Валуев, Н. С. Кожушко, Н. Д. Гончаров. — Минск: Наука и техника, 1983. — 238 с.; 20 см; ISBN В пер.
- Картофель [Текст] / Под ред. акад., д-ра с.-х. наук, проф. Н. А. Дорожкина. — Минск: Ураджай, 1972. — 448 с. : ил.; 21 см авт.: Н. Д. Гончаров, канд. с.-х. наук, А. П. Савченко, канд. биол. наук, П. И. Альсмик, акад. и др.
- Картопля / Монографія. — Біла Церква, 2002.